# Heracles in het seizoen 1963/64
Het seizoen 1963/1964 was het 10e jaar in het bestaan van de Almelose voetbalclub Heracles. De club kwam uit in de Eredivisie en eindigde daarin op de 13e plaats. Tevens deed de club mee aan het toernooi om de KNVB Beker, hierin werd in de eerste ronde verloren van EDO (1–2).

## Wedstrijdstatistieken

### Eredivisie
|       | ADO   | Ajax  | Blauw-Wit | DOS   | DWS   | Sportclub Enschede | Feijenoord | Fortuna '54 | Go Ahead | GVAV  | MVV   | NAC   | PSV   | Sparta | Volendam |
| ----- | ----- | ----- | --------- | ----- | ----- | ------------------ | ---------- | ----------- | -------- | ----- | ----- | ----- | ----- | ------ | -------- |
| Thuis | 1 – 1 | 1 – 0 | 4 – 1     | 0 – 2 | 0 – 1 | 2 – 2              | 3 – 0      | 1 – 3       | 1 – 1    | 2 – 2 | 5 – 1 | 0 – 3 | 1 – 3 | 1 – 0  | 3 – 1    |
| Uit   | 2 – 2 | 7 – 0 | 3 – 4     | 5 – 2 | 2 – 1 | 3 – 1              | 1 – 1      | 4 – 1       | 1 – 2    | 2 – 0 | 1 – 1 | 5 – 0 | 3 – 2 | 2 – 1  | 3 – 1    |

### KNVB Beker
| 1e ronde                                           | EDO                                  | 2 – 1 (1 – 0, 1 – 1) Na verlenging | Heracles           |
| 29 september 1963 Plaats: Haarlem Noordersportpark | H. van Beekum Doby Peters 97' (pen.) |                                    | 89' Hennie van Nee |

## Statistieken Heracles 1963/1964

### Eindstand Heracles in de Nederlandse Eredivisie 1963 / 1964
| Stand | Gespeeld | Gewonnen | Gelijk | Verloren | Punten | Doelpunten voor | Doelpunten tegen |
| ----- | -------- | -------- | ------ | -------- | ------ | --------------- | ---------------- |
| 13e   | 30       | 8        | 7      | 15       | 23     | 44              | 65               |

### Topscorers
| #      | Naam           | Goal |
| ------ | -------------- | ---- |
| 1.     | Roel Greving   | 14   |
| 2.     | Herman Morsink | 7    |
| 2.     | Hennie van Nee | 7    |
| 4.     | Koos Knoef     | 5    |
| 5.     | Bob Westra     | 4    |
| 6.     | Joop Brand     | 2    |
| 6.     | Dick Reekers   | 2    |
| 8.     | Herbert Finken | 1    |
| 8.     | Gerrit Pesman  | 1    |
| 8.     | Joop Schuman   | 1    |
| Totaal | Totaal         | 44   |

| #      | Naam           | Goal |
| ------ | -------------- | ---- |
| 1.     | Hennie van Nee | 1    |
| Totaal | Totaal         | 1    |

## Voetnoten
ADO ·
Ajax ·
Blauw-Wit ·
DOS ·
DWS ·
Sportclub Enschede ·
Feijenoord ·
Fortuna '54 ·
Go Ahead ·
GVAV ·
Heracles ·
MVV ·
NAC ·
PSV ·
Sparta ·
Volendam